# وورنرسبرگ
وورنرسبرگ (به آلمانی: Wörnersberg) یک شهر در آلمان است که در فرویدنشتادت واقع شده‌است. وورنرسبرگ ۲۴۷ نفر جمعیت دارد.